# 達納大魣蜥魚
達納大魣蜥魚（学名：Macroparalepis danae）為輻鰭魚綱仙女魚目帆蜥魚亞目魣蜥魚科的一種，分布於西太平洋海域，為深海魚類，深度可達2000公尺，體長可達12.1公分，棲息在表層至中層水域，屬肉食性，生活習性不明。